# 盧高氏鏢鱸
盧高氏鏢鱸為輻鰭魚綱鱸形目鱸亞目河鱸科的其中一種，分布於墨西哥Rio Mesquites流域，體長可達3.5公分，棲息在植被生長，礫石底質的溪流。